# Hans-Georg Reimann
Hans-Georg Reimann   (Klaipėda, 24 d'agost de 1941) és un atleta alemany, especialista en marxa atlètica, vencedor de dues medalles olímpiques.
Durant la seva carrera esportiva va prendre part en quatre edicions dels Jocs Olímpics d'Estiu, el 1964, 1968, 1972 i 1976. Destaquen els resultats obtinguts en la cursa dels 20 km marxa del programa d'atletisme: dotzè el 1964, setè el 1968, medalla de bronze el 1972 i medalla de plata el 1976. El 1976, a Mont-real, fou l'encarregat de dur la bandera alemanya durant la cerimònia inaugural dels Jocs.
En el seu palmarès també destaca una medalla de plata en els 20 quilòmetres marxa del Campionat d'Europa d'atletisme de 1962. A nivell nacional va guanyar cinc títols de l'Alemanya de l'Est, quatre dels 20 km marxa (1962, 1964, 1967 i 1972) i un dels 35 km marxa per equips (1964). Va guanyar la final de la Copa del Món de marxa dels 20 km marxa de 1970 i 1973. El 1972 va establir el rècord del món dels 20 km marxa.

## Millors marques
- 20 km marxa. 1h 25' 14" (1976)[1]